# Bizarro
Bizarro (/bɪˈzɑːroʊ/) est un personnage de fiction, super-vilain appartenant à l'univers de DC Comics. Créé par le scénariste Otto Binder et l'artiste George Papp comme clone raté de Superman, il apparaît pour la première fois dans Superboy no 68 (1958).

## Historique des publications
Bizarro a fait ses débuts dans Superboy no 68 (date de couverture octobre 1958, mais en vente dès août). L'écrivain Otto Binder a imaginé le personnage comme un monstre de Frankenstein possédant tous les pouvoirs de Superboy. Fui pour son aspect grotesque, Bizarro n'est apparu dans sa version adolescente que dans une seule histoire de bande dessinée. Une version adulte apparaît à peu près au même moment dans le comic strip Superman, écrite par Alvin Schwartz et qui débute dans l'épisode 105 : «The Battle With Bizarro» (strips 6147-6242 : 25 août 1958 au 13 décembre 1958). Selon l'historien de bande dessinée Mark Evanier, Schwartz a longtemps prétendu qu'il avait créé le concept Bizarro avant l'apparition du personnage dans Superboy. L'histoire du journal a introduit l'étrange phrasé du personnage, et tous les commentaires de Bizarro ont un sens contraire (par exemple, «mauvais» signifie «bon»). La version du journal portait un "B" sur sa poitrine, par opposition à son "S" distinctif. 
Schwartz a déclaré :

« Je m'efforçais, vous pourriez dire, sur cette image inversée, cet opposé. Et à partir d'une machine qui révélerait le Superman négatif, est venu l'image miroir — en se rappelant toujours que dans un miroir tout est inversé… Les temps étaient tels que les personnages unidimensionnels, vos super-héros standard, même dans la bande dessinée, semblaient plutôt simplistes, comme des silhouettes en papier. Ce qui a été exigé, c'est une personnalité dimensionnelle complète – un personnage qui portait une ombre, si vous voulez. J'étais certainement également inspiré par l'archétype de « l'ombre » de C.G. Jung — et Bizarro reflète certainement cela aussi. »

— Alvin Schwarz
Binder a introduit la version adulte du personnage dans la bande dessinée Superman, cette fois portant un "S" dans Action Comics no 254 (juillet 1959). Bizarro s'est révélé populaire et a finalement joué dans un Bizarro World présenté dans Adventure Comics sur quinze numéros, entre les no 285-299 (juin 1961-août 1962), ainsi que dans un numéro All-Bizarro 80-Page Giant (Superman no 202, décembre 1967 / janvier 1968). Le personnage a fait quarante apparitions dans les titres de la franchise Superman - Action Comics, Superman, Superman's Pal Jimmy Olsen, Superman's Girl Friend, Lois Lane, Adventure Comics, Secret Society of Super Villains et DC Comics Presents - entre 1959 et 1984, avant un redémarrage de l'univers DC à la suite de la série limitée Crisis on Infinite Earths no 1 - 12 (avril 1985 - mars 1986).
Bizarro a été réintroduit dans l'univers DC lors d'une seule apparition avec une caractérisation similaire à sa première apparition dans The Man of Steel no 5 (décembre 1986). Il a ensuite été relancé dans la série « Bizarro's World » qui a traversé les titres Superman en mars et avril 1994 et dans Action Comics Annual no 8 en 1996. Une série limitée de quatre numéros intitulée A. Bizarro (juillet-octobre) a été publiée en 1999.
Et une autre version a été introduite lors de l'histoire de "Emperor Joker" en septembre-octobre 2000. Restant dans la continuité de DC Comics, ce Bizarro a continué à faire des apparences semi-régulières qui ont solidement établi le personnage comme faisant partie du mythe de Superman.

## Biographie fictive du personnage

### Pré-crisis
Le général Dru-Zod avait créé à l'origine des clones bizarros de lui-même pour dominer la planète Krypton. Les bizarros n'avaient aucun pouvoir parce qu'ils n'étaient pas sous un soleil jaune, mais ils étaient des soldats prêts à tuer et à mourir sans hésitation. C'est la raison pour laquelle Zod a été banni dans la Zone Fantôme pour 25 cycles du soleil de Krypton.
Quelque 12 ans plus tard, totalement inconscient de ces faits, un scientifique sur Terre réalise une démonstrations de son « rayon de duplication » nouvellement inventé sur Superboy, et un accident fait que le rayon dédouble le super-héros. La copie, rapidement étiquetée "Bizarro", est une imitation imparfaite car elle possède une peau blanche crayeuse et un comportement enfantin imprévisible. Fuit par les gens de Smallville, Bizarro se lie d'amitié avec une fille aveugle, mais perd tout espoir quand il se rend compte que c'est pour cette unique raison que la fille ne l'a ni évité, ni fui. Superboy est finalement obligé de "tuer" le clone "moins parfait" en utilisant les restes de la machine de duplication qui agit comme une kryptonite bleue (par opposition à la kryptonite verte, la faiblesse de Superboy). Toute l'affaire s'est révélée d'une facilité inattendue car Bizarro s'est délibérément détruit en heurtant le fragment de la machine. L'explosion qui en résulte rétablit miraculeusement la vue de la jeune fille.
Des années après, l'archi-ennemi de Superman, Lex Luthor, recréé le "rayon de duplication" et l'utilise sur le héros dans l'espoir de contrôler le double. Le Bizarro qui est créé, cependant, est confus, déclarant : "Moi, pas humain... Moi, pas de créature... Moi pas même animal ! Moi malheureux ! Moi n'appartiens pas au monde des vivants ! Moi ne sais pas la différence entre juste et faux - bien et mal ! ". Luthor est arrêté par Bizarro pour l'avoir recréé, mais est oublié alors que Bizarro tente d'imiter Superman, provoquant des dégâts dans la ville de Metropolis et dévoilant presque l'identité secrète de Superman comme Clark Kent. Lorsque Bizarro tombe amoureux de la journaliste Lois Lane, elle utilise le rayon de duplication sur elle-même pour créer une "Bizarro Lois", qui est instantanément attirée par Bizarro. Les Bizarros quittent la Terre ensemble, déterminés à trouver une maison où ils peuvent être eux-mêmes.
Superman retrouve le couple une fois de plus, découvrant que Bizarro - maintenant appelé Bizarro no 1 - a utilisé une version du rayon de duplication pour créer un monde entier de Bizarros qui résident maintenant sur une planète en forme de cube appelée "Htrae" (Earth épelée en arrière). Bizarro no 1 et Bizarro-Lois no 1 donnent également naissance à un enfant qui, tout en ayant des super-pouvoirs, semble être totalement humain. Considéré comme un monstre selon les normes Bizarro (par ressentiment sur la manière dont il a été traité par les humains sur terre, Bizarro no 1 a créé une loi : ils doivent agir à l'opposé des humains), l'enfant est le catalyseur d'une courte guerre entre Htrae et la Terre. La kryptonite bleue est également inventée pendant cette guerre, ainsi que l'existence temporaire de Bizarro-Supergirl. Bizarro a également une série d'aventures sur Htrae, aidant Jimmy Olsen lorsqu'il est accidentellement piégé là-bas, empêchant une invasion de statues en kryptonite bleue et arrêtant la version Bizarro de Titano (en).
L'influence de Bizarro est également ressentie sur Terre : Jimmy Olsen est transformé par inadvertance en Bizarro pendant un certain temps et une nouvelle version adolescente de Bizarro voyage au 30ème siècle et tente de rejoindre la Légion des Super-Héros. Quand il est rejeté par la Légion, l'ado Bizarro crée sa propre version Bizarro de la Légion, Superboy le persuade finalement de la dissoudre.
Lorsque Bizarro rencontre de nouveau Superman, ses pouvoirs sont maintenant à l'opposé de ceux de Superman (comme une vision glaciale plutôt qu'une vision thermique et un super-souffle chaud plutôt que froid) et il tente d'enlever Lois Lane,. Bizarro se joint également temporairement à la Société Secrète des Super Vilains pour combattre la Ligue de Justice d'Amérique et le Capitain Comet,.
Bizarro apparaît dans le "Whatever Happened to the Man of Tomorrow" d'Alan Moore, dans Superman no 423 (septembre 1986). Bizarro devient fou et détruit le Bizarro World et ses habitants, puis se rend à Metropolis et fait des ravages avant de se suicider brutalement. Cet évènement et de nombreuses autres morts se révèlent être les machinations de Mr Mxyztplk, qui avait commencé un déchaînement de crime. Superman est incapable d'inverser les décès, mais tue Mxyzlptlk et utilise alors la kryptonite dorée sur lui-même.
L'apparition finale de Bizarro avant la crise a été présentée dans DC Comics Presents no 97 (septembre 1986), qui était également le numéro final de cette série. Après avoir retrouvé ses pouvoirs grâce à un sorcier horriblement défiguré de la Zone Fantôme, M. Mxyzptlk détruit Zrfff, puis fait exploser le monde Bizarro en tuant tous ses habitants. La tête coupée de Bizarro s'écrase sur le bureau de Clark Kent et s'adresse à Clark Kent avant que son simulacre de vie ne prenne fin. Bizarro n'apparaît pas dans Crisis on Infinite Earths, apparemment à cause des événements de cette histoire.
Cette histoire contredit directement l'histoire de World's Finest où il est révélé que dans le futur, Htrae se transforme en un monde plus normal (en forme d'œuf plutôt que cubique) par les radiations d'un corps céleste qui explose. Les Bizarros sont transformés en personnes normales sans pouvoir, mais conservent encore des vestiges de leurs lois Bizarro (des rideaux accrochés à l'extérieur des fenêtres d'une maison, etc.).

### Post-crisis
Après les événements de Crisis on Infinite Earths, Lex Luthor ordonne à son équipe scientifique de créer un clone de Superman. En raison de l'hypothèse que Superman est un humain ayant des capacités métahumaine (son origine étrangère n'avait pas encore été révélée), le processus aboutit à une copie défectueuse, à laquelle Luthor se réfère comme "... ceci est bizarre - Oh, oubliez-ça", avant d'ordonner que le sujet soit éliminé. Le clone survit et, bien que silencieux et possédant seulement une intelligence limitée et des souvenirs vagues de la vie de Clark Kent, tente d'imiter Superman. Il kidnappe Lois Lane et est finalement détruit quand il se heurte à Superman en plein air. Chaque fois qu'il s'était exercé, le clone s’effrite légèrement. Lorsque la sœur de Lois Lane, qui avait été aveuglée lors d'une attaque terroriste, est exposée à la poussière de Bizarro, elle retrouve sa vue. Alors que Superman n'avait pas prévu cet effet, il a supposé que Bizarro a entendu la sœur expliquer son rétablissement partiel et qu'il s'est peut-être délibérément laissé tuer pour la guérir.
Un deuxième Bizarro, capable de parler et de penser mieux en raison du génie génétique de Luthor, apparaît dans une histoire secondaire en cinq numéros dans l'arc narratif intitulé « Bizarro's World » (commençant dans Superman no 87). Avant de mourir, ce Bizarro a blessé gravement le Dr. Sydney Happersen, a enlevé Lois, a créé une version délabrée de Metropolis dans un entrepôt (pour parodier les sauvetages fréquents de Lois par Superman, il l'a délibérément exposé et "l'a sauvée" d'un danger mortel après l'autre), a enlevé Lana Lang et est finalement mort dans les laboratoires de Luthor. Au cours de cette période, Superman a également dû faire face à une augmentation sans fin de ses pouvoirs en raison d'une exposition à de la « kryptonite mauve » dans l'apogée des arcs narratifs La Mort de Superman et Le Règne des Supermen.
Un autre Bizarro est créé en utilisant le processus de clone de Lex Luthor, par l'ex-femme de Lex Luthor et Dabney Donovan (en) peu de temps après que Superman ai retrouvé ses pouvoirs habituels. Ce Bizarro a enlevé la petite fille de Lex Luthor et avait l'intention de l'envoyer par fusée sur une autre planète, en imitant la fuite de Kal-El de Krypton. Son tas d'explosifs et de bombes, destiné à lancer la fusée, l'aurait tuée à la place et Superman a dû la protéger quand Bizarro appuya sur l'interrupteur de lancement. Bizarro 2, ayant un code génétique piégé pour s'autodétruire, a péri dans l'explosion.
Une autre version de Bizarro possède toutes les capacités de Superman, mais a une mentalité et un phrasé enfantins. Il est créé par l'archi-ennemi de Batman, le Joker, lorsque le méchant vole les pouvoirs de la cinquième dimension de M. Mxyzptlk. Créant une version tordue de la Terre appelée "Jokerworld" - un cube parfait avec l'image de Joker sur chaque facette - le méchant désigne Bizarro pour être le plus grand héros de la planète et le chef d'une "JLA" (la "Ligue de l'Anarchie du Joker"). Lorsque Mxyzptlk retrouve ses pouvoirs, le diablotin permet à Bizarro et à plusieurs autres êtres de rester sur la Terre restaurée,,,,.
Bizarro souffre d'un échec lorsqu'il est capturé par le dictateur pokolistanien, le Général Zod. Zod bat et torture Bizarro, simplement parce que la créature ressemble à Superman. Le héros sauve Bizarro et, pour l'aider à s'adapter à la Terre normale, reconstruit le "Cimetière de la Solitude" de Bizarro (le contraire de la Forteresse de la Solitude de Superman). Au cours de Infinite Crisis, Bizarro est incité à rejoindre la Société Secrète des Super Vilains reformée par l'ennemi de Flash, Zoom. Dans une bataille avec la super-équipe des Freedom Fighters (en), Bizarro tue accidentellement Human Bomb (en), frappant à plusieurs reprises le héros pour voir les éclairs de lumière produits par les coups.
Bizarro s'implique lorsque les criminels kryptoniens, dirigés par le Général Zod, s'échappent vers la Terre. Souhaitant se créer une maison, Bizarro se déplace dans l'espace profond vers un système solaire occupé par un soleil bleu. Après avoir créé une planète en forme de cube, remplie de versions déformées de divers bâtiments et emplacements de la Terre, Bizarro est encore solitaire. Le soleil bleu, cependant, donne à Bizarro une nouvelle capacité appelée « Bizarro Vision » qui lui permet de créer de nouveaux Bizarros. Lorsque cela échoue, Bizarro kidnappe Jonathan Kent, le père adoptif de Superman sur Terre. Superman sauve son père et aide Bizarro à devenir le plus grand héros de son monde.
Bizarro finit par apparaître sur la planète Throneworld, se liant d'amitié et aidant le héros de cette Terre, Adam Strange, et les alliés, le Prince Gavyn, le Capitain Comet et le Weird (en). Ensemble, ils participent à la guerre entre les mondes étrangers Rann et Thanagar et contre les méchants Lady Styx et Synnar. Bizarro arrive finalement à la tombe d'un défunt Jonathan Kent et est ensuite envoyé (par des kryptoniens déchaînés) avec d'autres ennemis Superman à la prison inter-dimensionnelle, la Zone Fantôme.
Bizarro a une série de rencontres avec l'ancien allié de la Société Secrète, Solomon Grundy, et pendant les événements de Blackest Night, Bizarro confronte la version Black Lantern de Grundy. Bizarro détruit Grundy en le conduisant au cœur du Soleil. Plus tard, en enquêtant sur un objet qui s'écrase dans un parc de Metropolis et qui laisse un énorme cratère cristallisé en son centre, Doctor Light (en) et Gangbuster (en) découvrent une créature bizarre qui ressemble à Supergirl. La Bizarro Supergirl prend les héros en otage, mais est vaincue au combat par la vraie Supergirl. Il est révélé que Bizarro Supergirl est une réfugiée du Bizarro World en forme de cube et a été envoyée sur Terre par son cousin après que leur planète a été attaquée par un être connu sous le nom de Godship. Dr. Light tente d'amener la Bizarro Supergirl à S.T.A.R. Labs, seulement pour être violemment assommée par Supergirl, qui prend alors la fuite avec son doppelgänger et son vaisseau, dans l'espoir d'arrêter le Godship et sauver Bizarro World. Après avoir ramené Bizarro Supergirl à Bizarro World, Bizarro Superman est réuni avec Bizarro Supergirl.

### The New 52
Dans The New 52 (un reboot de l'univers DC Comics), Bizarro apparaît pour la première fois dans l'événement Forever Evil. Il y a cinq ans, Lex Luthor, ayant l'intention de créer son armée personnelle de Supermen, a tenté de combiné l'ADN de Superman avec de l'ADN humain et l'a injecté dans un cobaye adolescent. Au lieu de cela, il se transforme en un monstre lourdaud à la peau blanche avec une vision cryonique, un souffle incendiaire et une immunité à la Kryptonite - en déduisant sa faiblesse, Luthor le frappe avec un rayonnement solaire concentré qui sursature ses cellules et le tue. Luthor prend ensuite des échantillons de la créature pour continuer son expérience, en décidant de cloner un corps purement kryptonien. Cinq ans plus tard, une capsule marquée B-0 est présentée.
Après que le Syndicat du Crime ait pris le contrôle du monde, Luthor libère le sujet B-0, bien que sa transformation ne soit qu'à mi-chemin. Lorsqu'il tue un gardien de sécurité nommé Otis sur les ordres de Luthor, Luthor est ravi et décide d'utiliser le clone imparfait dans son plan pour faire tomber le Syndicat. Plus tard, quand Luthor et son équipe de méchants traversent un tunnel, B-0 se révèle avoir peur de l'obscurité. Luthor essaie de le consoler avec une histoire sur ses propres peurs, mais se demande finalement si le clone était une perte de temps ; B-0 dit alors ses premiers mots, "Bizarro ... essayer", à la surprise de Luthor. Bien qu'initialement indécis, Luthor s'attache à "Bizarro", qui s'avère être un atout puissant tout au long de l'événement.
Au cours de la confrontation finale contre les envahisseurs de Terre-3, Bizarro combat Mazahs, la version alternative de Luthor lui-même ; bien qu'il ait initialement le dessus, Bizarro est mortellement blessé et laissé pour mort. Luthor essaie désespérément de le réparer, en vain, et ils partagent un triste adieu. Enragé par la mort de Bizarro, Lex Luthor assassine son homologue de Terre-3, vengeant Bizarro. Une fois la bataille terminée, Luthor reprend le processus de clonage ; quand un de ses scientifiques affirme qu'il faudra environ dix ans pour développer pleinement un clone Kryptonien parfait, Luthor le corrige en disant qu'il ne faudra que cinq ans, révélant qu'il a vraiment l'intention de créer une copie parfaite de Bizarro.

## Caractéristiques

### Pouvoirs
Bizarro possède les principaux pouvoirs de Superman : il a une force équivalente, vole et se déplace à une super vitesse, aussi rapide que Superman.
Avant la crise des terres multiples, Bizarro avait tous les pouvoirs de Superman. Depuis, ses pouvoirs secondaires sont inversés par rapport à ceux de Superman : souffle de feu et vision cryogénique au lieu de souffle de glace et vision thermique, ainsi qu'une vision au rayons-X qui ne permet de voir qu'à travers le plomb (la seule matière que la vision aux rayons-X de Superman ne peut traverser).
Bizarro possède d'autres traits inversés, tels que : 
- "Souffle de vide" au lieu de super souffle
- "Bizarro vision télescopique" qui permet à Bizarro de voir une « courte distance derrière sa tête » plutôt qu'une « longue distance devant sa tête »
- "Vision microscopique bizarre" qui rend les objets "en fait plus petits pour tous" plutôt que simplement "semblent être plus grands que l'utilisateur"
- "Vision télescopique des rayons X" qui a fait en sorte que Bizarro a tiré des rayons X de ses yeux dans un rayon de "cinquante milles"[46].

Cela s'applique également aux faiblesses, car Bizarro est vulnérable à la kryptonite bleue, par opposition à la kryptonite verte, qui est mortelle pour Superman. Bizarro devient plus fort avec la kryptonite verte par opposition à la kryptonite bleue.

### Bizarrerie
Bizarro est incapable de parler correctement (il ne maîtrise que la troisième personne). Son intelligence semble assez limitée, quoique dans Superman/Batman, il se montre capable (avec Batzarro) de se servir de machines complexes.
Bizarro parle d'une manière qui lui est propre, inversant de nombreux mots, ajoutant des négations. Cela peut aboutir à des doubles ou triples négations. Par exemple, il annonça qu'il avait « oublié d'entrer les coordonnées que Batzarro ne lui a pas donné ».
Les éditeurs sont allés jusqu'à placer la mention « à ne pas suivre » à la fin d'un numéro après un dialogue entre Bizarro et Batzarro (qui d'ailleurs se comprennent parfaitement).

## Autres versions

### All-Star Superman
La série limitée All-Star Superman (janvier 2006 - octobre 2008) présente des clones Bizarro à partir d'un univers alternatif appelé "Underverse". Ils peuvent "infecter" un humain normal et le transformer en un clone Bizarro par simple contact. L'une de ces créatures s'appelle "Zibarro" et est unique en ce sens qu'il a l'intelligence et une apparence à peu près humaine, des traits qu'il considère comme des sources de mépris de ses camarades Bizarros, entraînant un isolement social et une solitude qu'il a essayé de combattre à travers l'œuvre. Lorsque Superman était bloqué dans l'Underverse, Zibarro l'a aidé à rassembler les autres Bizarros pour construire une fusée qui pourrait renvoyer Kal-El à la maison - Zibarro a brièvement considéré prendre la place de Superman dans la fusée, mais s'est rendu compte qu'il n'avait aucun moyen de savoir s'il trouverait plus d'acceptation parmi les humains que de ses parents. Avant de partir, Superman l'a informé que, plutôt qu'une aberration, Zibarro est le témoignage d'une intelligence croissante parmi le monde des Bizarros et l'a encouragé à continuer son travail.

### Amalgam Comics
Un amalgame de Bizarro et de Carnage, Bizarnage a été réalisé à travers une expérience ratée au Projet Cadmus dans une tentative de reproduire l'ADN alien. La créature blanche et visqueuse créée est devenue folle et commença à détruire tout et tout le monde sur son chemin. Spider-Boy est alors arrivé et l'a combattu. Bizarnage voulait être Spider-Boy, il a essayé de le tuer, mais a finalement été vaincu, trompé par Spider-Boy et aspiré dans une unité de confinement d'énergie.

### Superboy Comics
Bizarro apparaît dans un numéro de la bande dessinée dérivée de la série télévisée Superboy de la fin des années 1980, dans laquelle il est manipulé et utilisé comme projet d'art étudiant. Il a également été présent dans un numéro de la série de comics Superman Adventures qui est lié à Superman, l'Ange de Metropolis dans laquelle il est amené sur Terre par Lobo.

### Adventure Comics
Un Bizarro semblable à la version pré-crisis apparaît dans Adventure Comics 80-Page Giant en 1998, par l'auteur Tom Peyer (en) et l'artiste Kevin O'Neill. Là, Bizarro exige qu'un technicien d'une installation SETI diffuse son journal. N'ayant pas le choix, le technicien regarde le journal qui raconte l'histoire de Bizarro World, un monde inversé en forme de cube. Superman se trouve accidentellement là-bas et, pour apaiser les peurs des gens qui le craignent, fait un "déchaînement constructif". Le Bizarro original, alias Bizarro no 1, va sur Terre et essaie d'arrêter Superman avec l'aide de ses amis. Cependant, lorsque l'autre Bizarro essaie de tuer Superman, le no 1 les arrête, disant que le meurtre est la chose terrestre dont ils doivent surtout faire l'inverse. Réalisant que, si étrange que soit le monde Bizarro, ses habitants sont plus sûrs et plus heureux que ceux de la Terre grâce au leadership de Bizarro no 1, Superman s'excuse. Pour montrer sa sincérité, il cache une copie du code Bizarro où personne ne le verra jamais. Les gens tiennent un défilé en l'honneur de no 1 et avec sa femme aimante Bizarro Lois no 1 et leur fils, Bizarro Junior no 1 à ses côtés, Bizarro pleure en disant : « Moi, suis ... la créature la plus heureuse de l'univers ». Lorsque le technicien finit de lire l'histoire, il voit que Bizarro est parti et, horrifié, demande - et si le journal lui-même n'est pas une exception au code Bizarro ? Ailleurs, la vérité est révélée ; Bizarro, qui n'a pas de maison et n'a pas de famille et qui est méprisé par Superman, pleure parce qu'il est le plus misérable de l'univers.

### Trinity
Dans la mini-série Trinity de 2003 de Matt Wagner, Bizarro est un clone génétique de Superman qui résulte du « Projet Replica » de la Luthorcorp. La créature a ensuite été scellée dans la terre gelée de l'Antarctique, enfermée dans la glace jusqu'à ce qu'elle soit libérée par Ra's al Ghul qui l'a utilisé comme pion dans son plan d'utiliser des ogives nucléaires pour décimer Gotham, ainsi que détruire un groupe de satellites de communication en provoquant une panne majeure, l'objectif final de sa mission étant de provoquer le chaos et de purger la Terre du « cancer » qu'est la civilisation. Après avoir été blessé par l'utilisation d'une armure de Batman et un laser à impulsions solaires, la main de Bizarro est coupée par la vision thermique de Superman avant que son modèle ne la jette dans un volcan. Ce Bizarro est vraisemblablement décédé, cependant, sa main est transformée en kryptonite rouge au fond de l'océan.

### Aventures de Superman
Une histoire hors-continuité dans l'anthologie Adventures of Superman de 2013, par Christos Gage et Eduardo Francisco, révèle que le penchant de Bizarro pour les contraires vient de son cerveau imparfait, une découverte qui permet à Superman et au Professeur Hamilton de le faire parler et penser comme une personne normale et de poursuivre son désir d'être héroïque.

### Bizarro Comics
Le roman graphique Bizarro Comics de 2002 est une anthologie de bandes dessinées courtes d'artistes indépendants qui utilisent différents personnages de DC Comics dans des contes humoristiques qui se situent en dehors de toute continuité. Toutes les histoires sont basées sur Bizarro Wars, une bande dessinée de Chris Duffy avec les dessins de Stephen DeStefano dans laquelle Mxyzptlk cherche l'aide de Superman pour sauver la cinquième dimension d'un conquérant cosmique nommé "A", mais il finit avec Bizarro à la place (présenté ici comme un nouveau personnage que ni Superman ni Mxyzptlk connaissaient auparavant). Les autres bandes dessinées du volume (y compris une histoire courte sur Bizarro World, écrite par le créateur de Bizarro, Alvin Schwartz) sont présentées comme des créations de l'esprit dérangé de Bizarro lui-même. La suite de l'anthologie de 2005, Bizarro World présente le personnage d'un point de vue moins central, mais comprend une histoire d'introduction dans laquelle le personnage dirige un parc d'attraction.

### Terre-2
Sur Terre-2 dans le cadre de The New 52 (un reboot de l'univers DC Comics), Darkseid et Steppenwolf ont créé un clone de Superman qu'ils ont baptisé Brutaal. Après avoir été libéré du contrôle de Darkseid par sa femme Lois Lane (qui, dans cette réalité, habite le corps du robot manipulant le vent appelé Red Tornado), Superman et Red Tornado partent pour la ferme de la famille Kent. Après une longue bataille avec les super-héros de Terre-2, en particulier Green Lantern (Alan Scott) et un Kryptonien plus jeune nommé Val-Zod, il s'avère être en train de se décomposer. Réalisant qu'il est un clone de type Bizarro et que son pouvoir diminue, le clone de Superman est détruit par Lois.

### Red Son
Dans Superman: Red Son, Lex Luthor a choisi de créer sa propre version de Superman à travers le clonage pour combattre et surmonter l'original. Luthor a décidé de faire exploser Sputnik dans Metropolis qui poussera Superman à intervenir et, espérons-le, permettra à Luthor de recueillir du matériel génétique de Superman. Comme prévu, Superman est arrivé à temps pour arrêter le crash mortel. Le gouvernement des États-Unis réclame la sonde et Luthor a obtenu les échantillons dont il a besoin pour créer sa copie qui s'avère être défectueuse et s'appele "Superman 2". Luthor envoie Superman 2 pour combattre Superman qui assistait à un congrès auquel Wonder Woman était également présente. Superman 2 affronte Superman au dessus de la Manche. Leur bataille était si agressive qu'elle a accidentellement déclenché un lancement de missiles nucléaires américains. Superman 2 se révèle être un véritable descendant génétique de Superman comme il se sacrifie pour sauver des millions de vies de l'explosion nucléaire.

### Justice
Dans Justice (en), Bizarro a été créé par Lex Luthor, dans une tentative d'utiliser la technologie de clonage précoce pour trouver un moyen de tuer Superman. Les résultats étaient loin d'être parfaits. Une fois façonné, même Luthor était incapable de contrôler le duplicata de Superman. Il semble avoir une vision cryogénique, un souffle de chaleur et aime la destruction, mais n'est pas aussi intelligent que Superman et est membre de la Legion of Doom (en). Il est basé sur la version de l'Âge d'Argent de Bizarro.

### Versions diverses
Plusieurs versions d'univers alternatifs du personnage existent : une histoire de Legends of the Dead Earth dans un avenir lointain présente une ancienne vedette médiatique Bizarro qui possède un parc d'attractions et qui lutte contre sa propre obsolescence, le one-shot The Superman Monster (1999), essentiellement un pastiche de Frankenstein, présente une copie monstrueuse de Bizarro créée par un Viktor Luthor ; et Lex Luthor créé des doubles de type Bizarro appelés « Libérateurs » à partir d'échantillons d'ADN acquis dans le vaisseau récupéré de Kal-El dans la série limitée JLA: Le Clou (1998).

### Injustice: Les Dieux Sont Parmi Nous
Dans la bande dessinée préquelle au jeu vidéo, Lex Luthor propose l'idée de créer un clone de Superman capable de combattre l'homme d'acier corrompu. Cependant, le clone s'échappe avant que le processus ne soit complété, ce qui donne finalement un clone ayant une peau grise et une capacité mentale réduite. Le clone voyage en Allemagne où il rencontre un homme qui le confond avec Superman, ce qui fait supposer au clone que c'est son identité. Obtenant un costume de Superman avec un S inversé, le clone continue à essayer d'établir la paix, mais parce qu'il manque de bon sens et d'une compréhension de base de la société humaine, il cause par inadvertance des ravages et tue Weather Wizard (en) et Heat Wave (en). Le Trickster est en mesure de profiter de la limitation mentale du clone pour le convaincre qu'ils sont amis et le Superman imposteur est son ennemi. Le clone se fait connaître du Régime, et Superman le rencontre lorsque Solomon Grundy est capturé. Yellow Lantern lui donne le nom 'Bizarro' puisqu'il s'avère être un clone imparfait de Superman. Bizarro s'échappe avant de pouvoir découvrir son origine. Trickster a du mal à garder le clone sous contrôle, et le clone finit par tuer un restaurant entier remplis de civils lorsqu'il interprète mal les instructions de Trickster. Trickster décide d'être plus précis, mais Bizarro le laisse tomber accidentellement pendant un vol, ce qui entraîne la mort de Trickster.
Ne comprenant pas la mort, Bizarro amène le corps du Trickster à l'Allemand qui l'a aidé. L'homme appelle le Régime pour obtenir de l'aide, du coup Bizarro revient au premier endroit dont il se souvient - le laboratoire de Luthor. Luthor se rend compte que le clone va exposer son travail par inadvertance, il envoie alors Bizarro à la Forteresse de la Solitude, essentiellement pour obtenir des réponses, mais en réalité, pour tomber dans une embuscade, un Doomsday contrôlé par Luthor. Cela conduit à une lutte féroce entre les deux, qui est interrompue lorsque le vrai Superman arrive. La bataille à trois traverse l'Arctique avec Luthor essayant de la prolonger en changeant à plusieurs reprises la cible assignée à Doomsday, mais il se rend compte finalement qu'il ne peut pas tuer lui-même le Clark corrompu et que Bizarro ne peut vivre pour révéler son double-jeu. Lorsque Superman est brièvement neutralisé, Luthor tourne Doomsday sur le clone sans méfiance et réussit à le tuer avant de faire tomber le monstre. Superman, furieux, amène le cadavre de Bizarro à Luthor pour exécuter des tests, sans se rendre compte de la traitrise de son allié.

## Publications

### Éditions américaines
Le personnage a eu droit à plusieurs albums et une série à son nom.
- 1996 : Superman: Bizarro's World
- 2000 : Superman: Tales of the Bizarro World
- 2001 : Bizarro Comics[58]
- 2005 : Bizarro World
- 2008 : Superman: Escape from Bizarro World
- 2015 : Bizarro, série de 6 numéros[59]

- 2017 : Red Hood and the Outlaws Vol. 2. Dans cette nouvelle version des Outlaws, Red Hood fait équipe avec une Amazone, Artémis et Bizarro.

## Récompenses
En 2002, l'album Bizarro Comics reçoit le Prix Eisner et le Prix Harvey de la « Meilleure Anthologie ».

## Apparitions dans d'autres médias

### Séries télévisées

#### Loïs et Clark: Les Nouvelles Aventures de Superman
Dans l'épisode de la première saison "Le sosie (Vatman)" (épisode 18) de Loïs et Clark : Les Nouvelles Aventures de Superman, Lex Luthor créé un clone de Superman, étant une adaptation de Bizarro. Il est également joué par Dean Cain.

#### Smallville
Bizarro apparaît dans le dernier épisode de la saison 6 de Smallville (épisode 22, Révélation), joué par Tom Welling. Cette version est une entité évadée de la Zone Fantôme qui est accidentellement libérée par Clark Kent. Elle lui vole un fragment de son ADN, lui permettant ainsi de prendre son apparence et ses pouvoirs. Tout comme dans les comics, il est insensible à la kryptonite verte : celle-ci le renforce, au contraire de Clark. En revanche, les rayons du soleil l'affaiblissent et transforment son visage en pierre ; Bizarro a en outre (contrairement à Clark) la possibilité de voler. Après avoir été vaincu et fait prisonnier sur Mars par Martian Manhunter, Bizarro revient dans l'épisode Gemini (saison 7, épisode 9), où il se fait passer pour Clark. Dans cet épisode, il sauve Chloé et Jimmy d'une explosion. Après avoir passé du temps avec Lana, il développe des sentiments pour elle ; Clark finit cependant par détruire Bizarro à l'aide de la kryptonite bleue dans l'épisode suivant (épisode 10, Le Contrat rempli). 

#### Superboy
Bizarro apparaît dans 7 épisodes de la série télévisée Superboy qui a duré de 1988 à 1992, joué par Barry Meyers. Ce Bizarro ressemble plus à l'original Bizarro de l'âge d'argent, en ce sens qu'il n'était pas vraiment méchant, mais a frappé la société qui le considère comme un fou dangereux (en effet, Superboy a souvent exprimé sa répugnance à attaquer son « frère » car ils avaient de pouvoirs semblables). Il a été créé lorsqu'un rayon de duplication expérimental a été surchargé pendant une tempête d'éclairs et que Superboy y a été accidentellement exposé. Lorsque Superboy et l'inventeur du rayon se hâtent de voir ce qui a été créé, Superboy remarque "C'est bizarre", ce à quoi la création répond « Moi Bizarro ». Bizarro a également pris des vêtements civils et l'identité de « Kent Clark ». Il était amoureux de Lana Lang et l'avait kidnappée, ce qui obligeait Superboy à le combattre. L'inventeur de la machine a averti Superboy que les doubles créés finissent par exploser et que la même chose se passerait pour Bizarro. Superboy tente d'arrêter Bizarro avec la kryptonite, mais l'ADN de Bizarro est trop différent pour être affecté. L'inventeur duplique alors la Kryptonite, qui est utilisée sur Bizarro, pour empêcher son explosion et lui accorder une personnalité légèrement plus stable. L'inventeur se rend compte alors que c'est une antithèse, la kryptonite dupliquée guéri plutôt que de nuire. Dans sa deuxième apparition, Lex Luthor trompe Bizarro pour qu'il attaque Superboy en échange d'une petite amie. Luthor créé une telle petite amie en reproduisant Lana Lang, mais la "Bizarro Lana" convainc Bizarro qu'elle ne peut pas aimer celui qui aide les malfaiteurs, du coup Bizarro s'allie à Superboy pour contrecarrer Luthor. Dans les derniers épisodes, Bizarro devient humain à la suite d'un processus expérimental qui a copié les ondes de cerveau de Superboy dans son propre cerveau. Après une chirurgie plastique étendue, Bizarro devient totalement humain, sans super-pouvoirs et prend le nom de Bill Zarro. Mais le transfert d'ondes cérébrales a laissé Superboy dans un état gravement affaibli, et il est capturé par un terroriste appelé Chaos, qui avait l'intention de le jeter du haut d'un gratte-ciel pour le tuer. Bizarro a été forcé d'inverser le processus pour récupérer ses pouvoirs et sauver Superboy.

#### Supergirl
La Supergirl version Bizarro (Bizarro-Girl) apparaît dans Supergirl, jouée par Hope Lauren et Melissa Benoist. Elle apparaît pour la première fois dans l'épisode "L'Instant de vérité" (saison 1, épisode 9) comme projet de Maxwell Lord, et plus tard réapparaît dans un costume similaire à Supergirl à la fin de l'épisode "Les Visiteurs" (saison 1, épisode 11). Elle prend un véhicule d'un pont et le jette, tandis que la vraie Supergirl (Kara Zor-El) et sa sœur adoptive, Alex Danvers, regardent leur téléviseur. Son histoire et son origine figurent dans le 12ème épisode intitulé "Une place pour deux (Bizarro)",. Bizarro attaque Kara lors de son rendez-vous avec Adam Foster. Sa peau se fissure et devient gris-blanc lorsqu'elle est touchée par la kryptonite par Alex Danvers. Elle kidnappe plus tard James Olsen, mais elle est enfin arrêtée par Supergirl et Alex avec des balles de kryptonite bleue. Supergirl ramène la Bizarro neutralisée à la DEO où elle est placée dans un état de coma jusqu'à ce qu'ils puissent trouver un moyen de l'aider. Cette version n'est pas un clone, mais a été créée en modifiant génétiquement une femme humaine plongée dans un coma profond, qui ressemble beaucoup à Supergirl, et à qui on a injecté de l'ADN de Supergirl. Un total de sept filles ont été utilisées par Maxwell Lord pour l'expérience, les autres ont probablement été jetées à la suite d'échecs.

#### Superman & Loïs
Bizarro apparait dans la saison 2 de la série Superman et Loïs, joué par Tyler Hoechlin et Daniel Cudmore (pour sa version en armure). On découvre dans l'épisode The Thing in the Mines (épisode 3) que la créature qui s'est échappé de la mine et contre laquelle s'est battu Superman, est une version monstrueuse et inversée de celui-ci. Après que Bizarro ait tué le Dr. Faulkner et deux des super-soldats du Général Mitch Anderson, Superman le capture alors qu'il allait s'en prendre à Ally Allston. Superman l'amène dans la forteresse de la solitude où il finira par lui raconter son histoire. Il vient de Bizarro World, une dimension inverse à la Terre, pour essayer de détruire le pendentif de l'autre version d'Ally Allston afin de l'empêcher de procéder à sa « réunification » avec sa version de la Terre qui fera d'elle une déesse et causera la destruction des deux mondes.
Ayant fui avec des armes à base de kryptonite verte après avoir été désavoué de l'armée (pour avoir arrêté et emprisonné Superman), le Genéral Mitch Anderson débarque et, ayant pris de la X-Kryptonite pour avoir des pouvoirs, se bat contre Superman et Bizarro qu'il finira par tuer avant de fuir.

### Animation
- Bizarro apparaît dans Challenge of the Super Friends (en) (1978), en tant que membre de la Legion of Doom, et est doublé par William Callaway (en).
- Bizarro apparaît dans Super Friends (en) (1980 - 1982) et a été présenté comme méchant solitaire dans les épisodes "The Revenge of Bizarro" et "Bizarowurld" (1981).
- Bizarro apparaît dans The Super Powers Team: Galactic Guardians (en) (1985-1986), dans l'épisode "The Bizarro Super Powers Team" (1985) doublé par Danny Dark.
- Bizarro apparaît dans Superman, l'Ange de Metropolis (1996-2000) et doublé par Tim Daly. Cette version, un clone raté créé par Luthor, ressemble à la version originale de l'Age d'argent par ses manières et son apparence.
- Bizarro apparaît dans Justice League Unlimited (2004-2006), doublé par George Newbern.
- Bizarro apparaît dans les courts-métrages de DC Nation (2012 - 2014) "Bizarro" de Tales of Metropolis, doublé par David Kaye.

### Film
- En 2007, le réalisateur Bryan Singer a déclaré qu'il voulait utiliser Bizarro, avec Brainiac, comme antagoniste dans le film Superman : The Man of Steel, suite prévue pour Superman Returns. Cependant, le projet a finalement été annulé par Warner Bros.
- Bizarro apparaît dans Les Aventures de la Ligue des justiciers : Piège temporel (2014), doublé par Michael Donovan. Il est membre de la Legion of Doom. Bizarro, Toyman, Cheetah et Salomon Grundy remontent le temps à Smallville pour renvoyer le bébé Kal-El dans l'espace pour l'empêcher de devenir Superman, mais ils en sont empêchés par Cyborg, Aquaman et The Flash.
- Bizarro apparaît dans Lego DC Comics Super Heroes : La Ligue des Justiciers contre la Ligue des Bizarro (2015), doublé par Nolan North. A la place de son rôle habituel d'antagoniste, Bizarro est représenté comme un maladroit bien intentionné mais désespéré d'aider Superman à s'occuper de Metropolis. Son origine est expliquée : Lex Luthor a frappé Superman d'un rayon duplicateur afin de créer un clone qu'il pourrait contrôler. Afin d'empêcher Bizarro de causer plus de destruction, Superman l'emmène sur une planète étrange, qu'il appelle "Bizarro World" et où Bizarro défend des cristaux jaunes avec des visages gravés dessus. Lorsque Darkseid commence à collecter les cristaux jaunes, il retourne sur Terre et vole le Rayon Duplicateur qu'il utilise pour créer les versions Bizarro de Wonder Woman, Batman, Cyborg et Guy Gardner, appelé Bizarra, Batzarro, Cyzarro et Greenzarro. Bizarro créé plus tard une bombe Kryptonite pour sauver Bizarro World. Après avoir réalisé ses intentions, la Ligue de Justice et la Ligue Bizarro s'associent, battent Darkseid et sauvent Bizarro World.

### Jeux vidéo
- Superman (Nintendo 64) (1999)
- Superman: The Man of Steel (2002)
- Superman Returns (2006), personnage jouable, doublé par John DiMaggio.
- DC Universe Online (2011) doublé par Joe Mandia.
- Lego Batman 2: DC Super Heroes (2012) Bizarro apparaît comme un personnage bonus, doublé par Travis Willingham
- Injustice : Les dieux sont parmi nous (2013) Bizarro apparaît comme carte de soutien.
- Lego Batman 3 : Au-delà de Gotham (2014), personnage jouable doublé par Nolan North.

### Divers
- Warner Bros. Consumer Products a collaboré avec Livobooks pour produire la première application mobile "Superman et Bizarro Save the Planet" sur iOS et Android.
- Bizarro est le nom d'un roller coaster en acier à Six Flags Great Adventure.